# Neckera baetica
Neckera baetica là một loài rêu trong họ Neckeraceae. Loài này được J. Guerra, J. F. Jiménez & J. A. Jiménez mô tả khoa học đầu tiên năm 2010.